# Neoeulia dorsistriatana
Neoeulia dorsistriatana är en fjärilsart som beskrevs av Walsingham 1884. Neoeulia dorsistriatana ingår i släktet Neoeulia och familjen vecklare. Inga underarter finns listade i Catalogue of Life.